# The Princess of New York

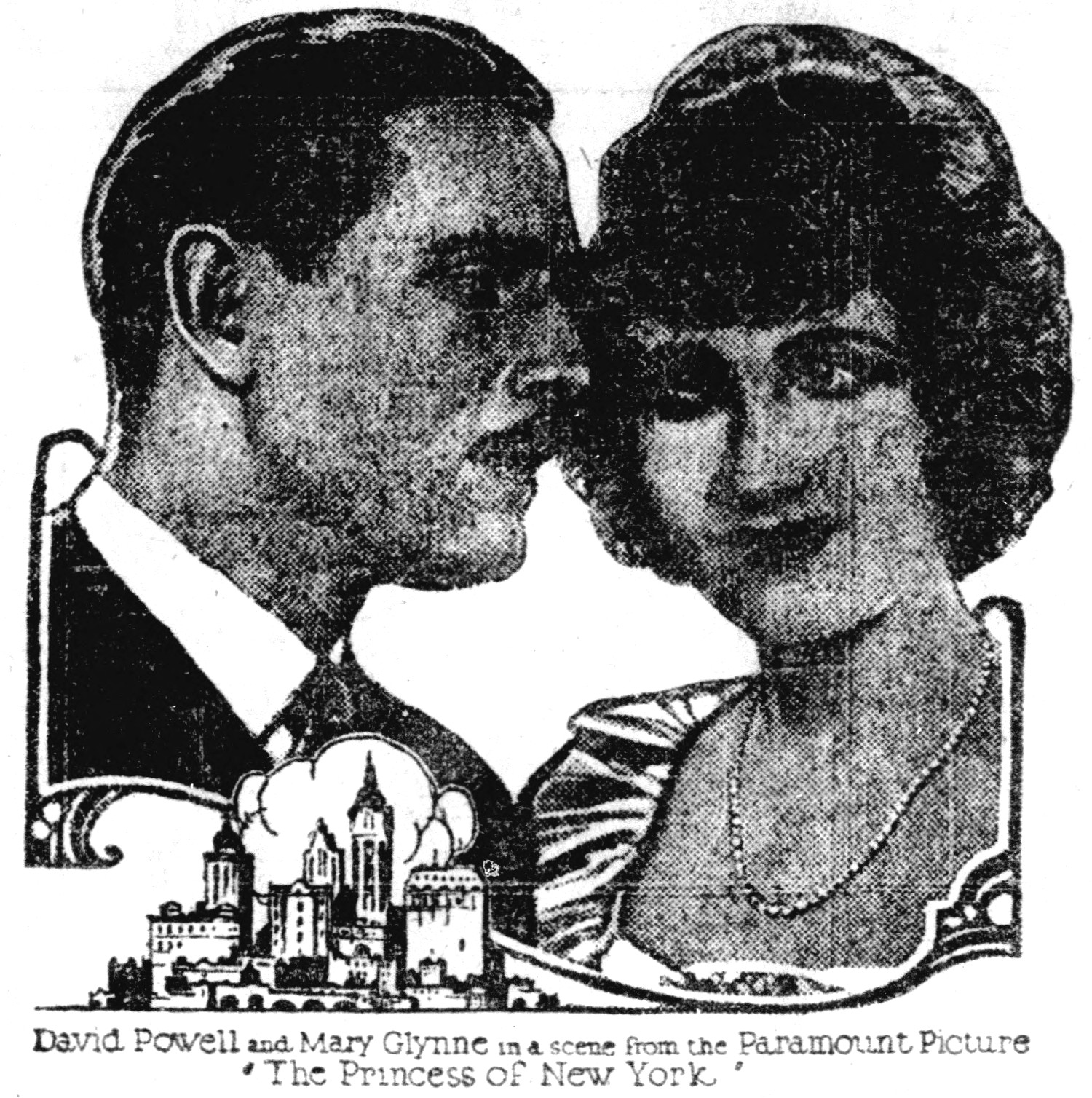
Cartaz publicitário de "The Princess of New York"

The Princess of New York é um filme britânico de 1921, do gênero policial, dirigido por Donald Crisp. É agora considerado um filme perdido.